# La Pornographie
La Pornographie est un roman de l'écrivain polonais Witold Gombrowicz rédigé de 1955 à 1958 et publié en 1960.

## Résumé
Le récit, situé vers la fin de la Seconde Guerre mondiale en Pologne, raconte le séjour du narrateur (nommé Witold Gombrowicz) et de Frédéric, deux intellectuels d'âge moyen, dans une résidence de campagne de leurs amis. 
Frédéric convainc peu à peu Witold d'entrer dans son jeu obsessionnel, destiné à rapprocher deux adolescents, Karol et Hénia, et à faire naître chez Albert, fiancé de Hénia, des suspicions quant à la fidélité de celle qui lui est promise. Frédéric y ressent un plaisir érotique et souhaite atteindre ainsi une forme subtile d'extase.
Le meurtre de la mère d'Albert par un jeune intrus incite Frédéric à développer ses plans pour inclure dans un schéma de relations complexe tous les personnages adolescents. Sa réflexion aboutit à une machination destinée à faire assassiner un chef de la résistance polonaise, réfugié dans le domicile de campagne, par Karol et Hénia.
Albert, pour sauvegarder aux yeux de Hénia son héroïsme, s'introduit dans la chambre du résistant pour le tuer avant l'arrivée de Karol et Hénia. Lorsque ceux-ci arrivent il se fait passer pour le résistant afin d'être poignardé par Karol.

## Publication
D'abord publié en France en 1960, le livre est traduit en français en 1962 pour une nouvelle publication. En 1966, une traduction anglaise est faite à partir du français et publiée au Royaume-Uni par Calder and Boyars, puis aux États-Unis par Grove Press. 
En 1986, le livre paraît pour la première fois en Pologne. 
En 2009, Grove Press a réédité le roman dans une traduction faite depuis l'original polonais par Danuta Borchardt.

## Réception
Lors de la réédition de l'œuvre par Grove Press en 2009, le critique Michael Dirda écrit dans le Washington Post que La Pornographie « semble être le roman le plus malade, le plus pathologiquement effrayant qu'on puisse lire. C'est une sorte de version plus polymorphe et perverse des Liaisons dangereuses, qui rappelle ces fictions dérangeantes d'intellectuels européens qui mêlent philosophie et érotisme : pensez à Histoire de l'œil deGeorges Bataille ou à Roberte ce Soir de Pierre Klossowski... Par son contenu sado-masochiste et ses analyses presque henry-jamesiennes des motivations humaines, La Pornographie souligne l'obsession philosophique qui a poursuivi Gombrowicz toute sa vie : la quête d'authenticité. [...] Certes, la plupart des lecteurs trouveront La Pornographie perturbant, voire pire : répugnant, déroutant, laid. Comme Milosz l'a dit un jour au sujet de Gombrowicz : "Il n'avait aucun respect pour la littérature. Il la tournait en dérision, la qualifiant de rituel snob, et s'il la pratiquait, il tentait de se débarrasser de toutes ses règles."» 

## Adaptation
Une adaptation cinématographique du roman, réalisée par Jan Jakub Kolski, est sortie en 2003.